# Ahmad Abughaush
Ahmad Abughaush (in arabo أحمد أبو غوش‎?; Amman, 1º febbraio 1996) è un taekwondoka giordano, campione olimpico nella torneo dei 68 kg ai Giochi di Rio de Janeiro 2016.
È stato il primo sportivo rappresentante la Giordania a vincere una medaglia alle Olimpiadi. Nipote di palestinesi fuggiti dai territori occupati da Israele, rappresenta anche il primo atleta di origini palestinesi ad aver conquistato una medaglia olimpica. È stato portabandiera della sua delegazione alla cerimonia di chiusura di Rio de Janeiro 2016.

## Palmarès
- Giochi olimpici
- Rio de Janeiro 2016: oro nei 68 kg.

- Mondiali

Muju 2017: bronzo nei 68 kg.
Manchester 2019: argento nei 74 kg.
- Giochi asiatici

Giacarta 2018: bronzo nei 68 kg.
- Universiadi

Taipei 2017: bronzo nei 68 kg.